# Peloribates fuscosetosus
Peloribates fuscosetosus är en kvalsterart som beskrevs av Corpuz-Raros 1981. Peloribates fuscosetosus ingår i släktet Peloribates och familjen Haplozetidae. Inga underarter finns listade i Catalogue of Life.